# 1937 في تركيا
فيما يلي قوائم الأحداث التي وقعت خلال عام 1937 في تركيا.

## سياسة

### تعيين في المنصب
- 1 نوفمبر – جلال بايار رئيس وزراء تركيا.

## مواليد

### يناير
- 1 يناير – بايكال ساران ممثل تركي.
- 1 يناير – حسن الجلبي
- 2 يناير – عفت إيلجاز مؤلفة تركية.

### مارس
- 7 مارس – أوندر سومر ممثل تركي.

### أبريل
- 1 أبريل – يلماز كوني مخرج وممثل ومؤلف تركي.

### سبتمبر
- 8 سبتمبر – جنيد أركين
- 13 سبتمبر – متين توريل لاعب ومدرب كرة قدم تركي.
- 30 سبتمبر – فيليز علي عازفة بيانو تركية.

### أكتوبر
- 29 أكتوبر – أيلا ألجان

## وفيات

### يناير
- 20 يناير – رونزفال (مواليد 1865)

### أبريل
- 13 أبريل – عبد الحق حامد (مواليد 1852)
- 23 أبريل – آرثر إدموند كاريو (مواليد 1884) ممثل أمريكي.

### مايو
- 4 مايو – محمد سليم أفندي (مواليد 1870) ابن السلطان عبد الحميد الأكبر.

### أكتوبر
- 10 أكتوبر – أحمد رفيق ألطيناي (مواليد 1881)